# Friedrich Nikolaus von Wangenheim
Friedrich Nikolaus von Wangenheim (* 1709 in Winterstein; † 17. Februar 1762 in Michelau) war ein preußischer Generalmajor und Kommandeur des Füselierregiments „von der Gablenz“.

## Leben

### Herkunft
Seine Eltern waren der herzoglich-sächsische Kapitän Ernst Friedmann von Wangenheim (1661–1711) und dessen Ehefrau Maria Barbara, geborene von Obernitz (1678–1758).

### Militärkarriere
Wangenheim stand seit 1727 zunächst in holländischen Diensten und trat 1730 in sachsen-eisenachsche Dienste über. Am 1. Februar 1741 wechselte er in die Preußische Armee und wurde mit einem Patent vom 14. Juli 1735 als Kapitän und Chef einer Grenadierkompanie angestellt. 1745 wurde er in der Schlacht bei Hohenfriedberg am Fuß verwundet.
Am 30. Juli 1746 wurde er Major, 1751 erhielt er den Orden Pour le Mérite und 1754 ein ansehnliches Geldgeschenk. Im Jahr 1756 wurde Wangenheim Oberstleutnant und Kommandeur eines Grenadierbataillons unter General Whylich. Nach der Besetzung von Dresden war er mit der Bewachung der Kurfürstin Maria Josepha betraut. 1758 wurde Wangenheim Oberst und am 10. April 1759 Kommandeur des Regiments „von der Gablenz“ sowie im Jahr 1760 zum Generalmajor ernannt. Er nahm zwischen 1744 und 1762 an allen Feldzügen von Friedrich II. teil und wurde dabei in Kay verwundet.

### Familie
Wangenheim war mit Magdalena Charlotte Freiin von Seherr-Thoß († 1795) verheiratet. Sie erhielt nach dem Tod ihres Mannes ab Ende Dezember 1771 eine jährliche Pension.